# Con calma & mis grandes éxitos
Con calma & mis grandes éxitos es el tercer álbum de grandes éxitos del cantante puertorriqueño Daddy Yankee, lanzado el 7 de junio de 2019 bajo Universal Music Group y El Cartel Records. El álbum cuenta con 17 canciones, de las cuales 6 son de Prestige, 1 de King Daddy y el resto son sencillos que se lanzaron de manera solitaria por el artista, todos superando la barrera de los 100 millones de reproducciones en YouTube. Este álbum es la secuela del de Luis Fonsi titulado Despacito & mis grandes éxitos, también lanzado por Universal Music, estos discos recopilatorios fueron parte de un contrato con la multinacional tras el masivo éxito del sencillo «Despacito».

## Antecedentes
Tras el lanzamiento de su último álbum titulado King Daddy el artista lanza el sencillo Sábado Rebelde junto al dúo Plan B, esta canción logró tener un mejor desempeño comercial que el álbum antes mencionado, por lo que Daddy Yankee comenzó a lanzar sencillos independientes lo que llevó a que cancelara sus discos Prestige: Reloaded y King Daddy 2: Elemento DY, además de, retrasar el lanzamiento de su próximo álbum de estudio titulado El Disco Duro.
Este álbum fue lanzado tras el masivo éxito del tema Con calma el cual es el segundo sencillo más exitoso del artista tras Despacito, la canción logró tener 33 nominaciones en diferentes premiaciones y consiguió 16 galardones. 
Este álbum al no ser un trabajo de Daddy Yankee no tuvo promoción por parte del artista, solamente una foto en su instagram oficial.

## Lista de canciones
Todos fueron coproducidos por Daddy Yankee.

| N.º | Título                                              | Escritor(es)                                  | Productor(es)            | Duración |  |
| 1.  | «Con calma» (ft. Snow)                              | Ramón Ayala & Darrin O'Brien                  | Play-N-Skillz            | 3:12     |  |
| 2.  | «Dura»                                              | Ramón Ayala                                   | DJ Urba & Rome           | 3:20     |  |
| 3.  | «Adictiva» (ft. Anuel AA)                           | Ramón Ayala & Emmanuel Gazmey                 | Chris Jeday & Gaby Music | 3:27     |  |
| 4.  | «Limbo»                                             | Ramón Ayala & Eliezer Palacios                | Luny Tunes & MadMusick   | 3:45     |  |
| 5.  | «Perros Salvajes»                                   | Ramón Ayala                                   | Musicólogo & Menes       | 3:10     |  |
| 6.  | «La rompe corazones» (ft. Ozuna)                    | Ramón Ayala, Jesús Benítez & Juan Ozuna       | Chris Jeday & Gaby Music | 3:24     |  |
| 7.  | «Sígueme y te sigo»                                 | Ramón Ayala                                   | Chris Jeday & Gaby Music | 3:31     |  |
| 8.  | «Shaky Shaky»                                       | Ramón Ayala                                   | DJ Urba & Rome           | 3:53     |  |
| 9.  | «Pasarela»                                          | Ramón Ayala                                   | Musicólogo & Menes       | 3:13     |  |
| 10. | «Lovumba»                                           | Ramón Ayala                                   | Musicólogo & Menes       | 3:39     |  |
| 11. | «Con calma» (Official Remix)(ft. Katy Perry & Snow) | Ramón Ayala, Katheryn Hudson & Darrin O'Brien | Play-N-Skillz            | 3:01     |  |
| 12. | «Ven Conmigo» (ft. Prince Royce)                    | Ramón Ayala & Geoffrey Royce                  | Musicólogo & Menes       | 3:41     |  |
| 13. | «La nueva y la ex»                                  | Ramón Ayala & Jesús Benitez                   | Musicólogo & Menes       | 3:17     |  |
| 14. | «Vaivén»                                            | Ramón Ayala                                   | Chris Jeday & Gaby Music | 3:46     |  |
| 15. | «El Amante» (ft. J Alvarez)                         | Ramón Ayala & Javid Álvarez                   | Musicólogo & Menes       | 3:40     |  |
| 16. | «Hielo»                                             | Ramón Ayala & Rafael Pina                     | Gaby Music               | 3:32     |  |
| 17. | «Vuelve» (ft. Bad Bunny)                            | Ramón Ayala & Benito Martínez                 | DJ Luian & Mambo Kingz   | 4:38     |  |

Las canciones tuvieron como coproductores a Scott Summers, Raphy Pina, Nekxum & Bad Bunny.